# Sahara (film 1919)
Sahara è un film muto del 1919 diretto da Arthur Rosson. Scritto da C. Gardner Sullivan, il film aveva come interprete principale Louise Glaum.

## Trama

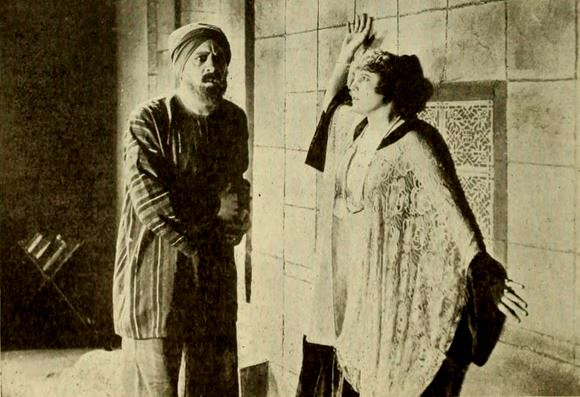
Matt Moore e Louise Glaum

Mignon, vedette dei music hall parigini, si sposa con John Stanley, un giovane ingegnere americano. Quando il marito, per lavoro, deve recarsi nel Sahara, Mignon lo accompagna insieme al bambino che è nato dal matrimonio. Abituata a una vita frivola e piena di comodità, la donna non riesce a sostenere quel modo di vivere cui è costretta. Dopo alcuni mesi passati nel deserto, accetta le profferte di Alexis, un barone russo, che la porta in un palazzo al Cairo. L'abbandono della moglie porta Stanley alla disperazione tanto che fa ricorso alla droga, diventandone dipendente. Mignon viene a sapere che anche il bambino è ridotto a mendicare per vivere. Pentita, torna nel deserto per prendersi cura del marito. John, lentamente, si riprende. La coppia si riconcilia e la famiglia si ricompone, ritrovando la felicità perduta.

## Produzione
Il film fu prodotto dalla  J. Parker Read Jr. Productions.

## Distribuzione
Distribuito dalla Pathé Exchange attraverso la W.W. Hodkinson, uscì nelle sale cinematografiche statunitensi il 29 giugno 1919. Il film, cui fu dato durante la produzione il titolo di lavorazione The Stairway of the Stars, fu depositato per il copyright con il titolo Forbidden Fire.
In seguito ebbe una distribuzione internazionale: in Finlandia uscì il 6 maggio 1923, in Colombia il 27 marzo 1925.